# Francisco Flores Cordoba
Francisco Flores Córdoba (Guadalajara, 12 febbraio 1926 – Guadalajara, 13 novembre 1986) è stato un calciatore messicano, di ruolo centrocampista.

## Carriera
Con la nazionale messicana ha preso parte ai Mondiali 1958.